# チョクトー・カウンティ (T-EPF-2)
チョクトー・カウンティ（USNS Choctaw County, JHSV-2/T-EPF-2）は、アメリカ海軍の遠征高速輸送艦。スピアヘッド級遠征高速輸送艦の2番艦。艦名は、アラバマ州、ミシシッピ州、オクラホマ州にあるチョクトー郡にちなむ。

## 艦歴
アメリカ陸軍とアメリカ海軍が共同調達する統合高速輸送艦（英: Joint High-Speed Vessels、略称：JHSV）の2番艦として、2009年にヴィジラント（英: Vigilant）と命名され、2010年1月28日にオースタル USAへ発注された。
2011年10月6日にチョクトー・カウンティへ改名され、11月8日に起工、2012年10月1日に進水式が行われ、2013年3月に海上公試を終え、6月6日に就役して軍事海上輸送司令部に配備された。
軍事海上輸送司令部において、2014年に概念実証試験が行われた。2015年9月に艦種記号が「EPF」（英: Expeditionary Fast Transport、遠征遠征高速輸送艦）に改称され、T-EPF-2となっている。
2023年7月1日から縮小運用態勢（英: Reduced Operating Status、略称：ROS）に置かれている。